# Kanton Saint-Genest-Malifaux
Saint-Genest-Malifaux is een voormalig kanton van het Franse departement Loire. Het kanton maakte deel uit van het arrondissement Saint-Étienne. Het werd opgeheven bij decreet van 26 februari 2014 met uitwerking in 2015.

## Gemeenten
Het kanton Saint-Genest-Malifaux omvatte de volgende gemeenten:
- Le Bessat
- Jonzieux
- Marlhes
- Planfoy
- Saint-Genest-Malifaux (hoofdplaats)
- Saint-Régis-du-Coin
- Saint-Romain-les-Atheux
- Tarentaise